# 55. Międzynarodowy Festiwal Filmowy w Berlinie
55. Międzynarodowy Festiwal Filmowy w Berlinie odbył się w dniach 10-20 lutego 2005 roku. Imprezę otworzył pokaz francuskiego filmu Człowiek człowiekowi w reżyserii Régisa Wargniera. W konkursie głównym zaprezentowano 22 filmy pochodzące z 14 różnych krajów.
Jury pod przewodnictwem niemieckiego reżysera Rolanda Emmericha przyznało nagrodę główną festiwalu, Złotego Niedźwiedzia, południowoafrykańskiemu filmowi Czarna Carmen w reżyserii Marka Dornforda-Maya. Drugą nagrodę w konkursie głównym, Srebrnego Niedźwiedzia − Grand Prix Jury, przyznano chińskiemu obrazowi Paw w reżyserii Gu Changweia.
Honorowego Złotego Niedźwiedzia za całokształt twórczości odebrali hiszpański aktor i reżyser Fernando Fernán Gómez oraz koreański reżyser Im Kwon-taek. W ramach festiwalu odbyła się retrospektywa pt. Production Design + Film. Locations, Settings, Spaces, poświęcona scenografii filmowej. Program retrospektywy podzielono na pięć sekcji, w których pokazano łącznie 45 filmów.

## Członkowie jury

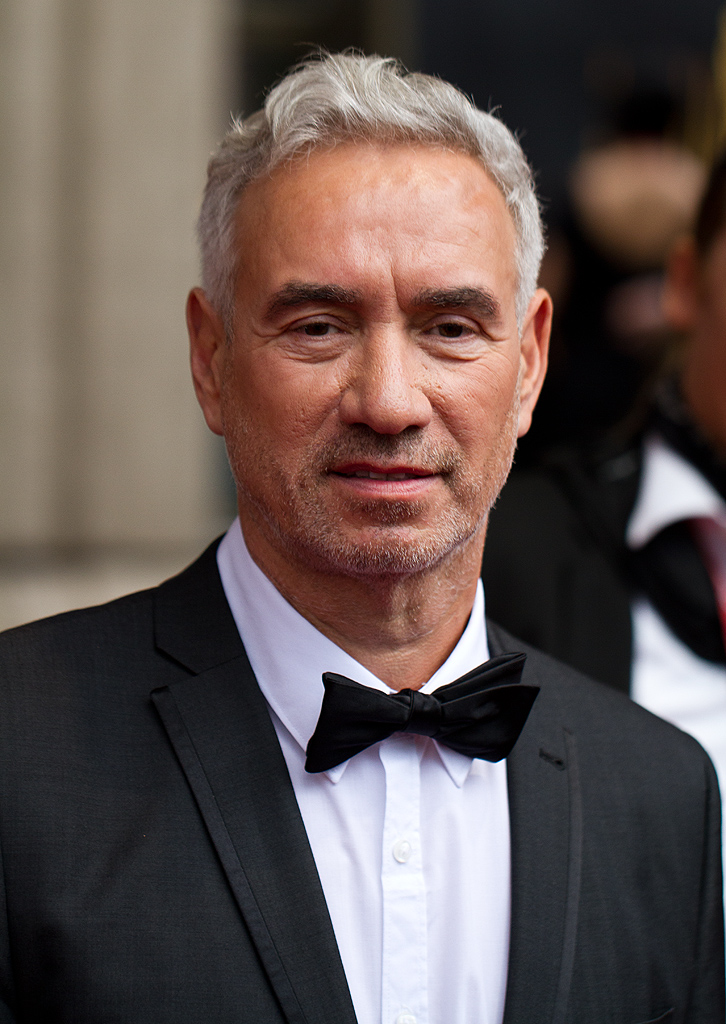
Przewodniczący jury konkursu głównego Roland Emmerich.

### Konkurs główny
- Roland Emmerich, niemiecki reżyser − przewodniczący jury[4]
- Wouter Barendrecht, holenderski producent filmowy
- Nino Cerruti, włoski projektant mody
- Ingeborga Dapkūnaitė, litewska aktorka
- Andrij Kurkow, ukraiński pisarz
- Bai Ling, chińska aktorka
- Franka Potente, niemiecka aktorka

## Selekcja oficjalna

### Otwarcie i zamknięcie festiwalu
|             | Tytuł                | Reżyseria      | Kraj produkcji    |
| ----------- | -------------------- | -------------- | ----------------- |
| Otwierający | Człowiek człowiekowi | Régis Wargnier | Francja           |
| Zamykający  | Kinsey               | Bill Condon    | Stany Zjednoczone |

### Konkurs główny
Następujące filmy zostały wyselekcjonowane do udziału w konkursie głównym o Złotego Niedźwiedzia i Srebrne Niedźwiedzie:
| Tytuł polski                      | Tytuł oryginalny                       | Reżyseria         | Kraj produkcji    |
| --------------------------------- | -------------------------------------- | ----------------- | ----------------- |
| Oskarżony                         | Anklaget                               | Jacob Thuesen     | Dania             |
| Obłąkana miłość                   | Asylum                                 | David Mackenzie   | Wielka Brytania   |
| W rytmie serca                    | De battre mon coeur s'est arrêté       | Jacques Audiard   | Francja           |
| Czarna Carmen                     | U-Carmen eKhayelitsha                  | Mark Dornford-May | Południowa Afryka |
| Duchy                             | Gespenster                             | Christian Petzold | Niemcy            |
| W doborowym towarzystwie          | In Good Company                        | Paul Weitz        | Stany Zjednoczone |
| Ukryte ostrze                     | 隠し剣 鬼の爪 Kakushi ken oni no tsume | Yōji Yamada       | Japonia           |
| Paw                               | 孔雀 Kong que                          | Gu Changwei       | Chiny             |
| Podwodne życie ze Steve’em Zissou | The Life Aquatic with Steve Zissou     | Wes Anderson      | Stany Zjednoczone |
| Człowiek człowiekowi              | Man to Man                             | Régis Wargnier    | Francja           |
| Niebieskie słowa                  | Les mots bleus                         | Alain Corneau     | Francja           |
| Jeden dzień w Europie             | One Day in Europe                      | Hannes Stöhr      | Niemcy            |
| Przystanek Raj                    | الجنّة الآن Paradise Now                | Hany Abu-Assad    | Palestyna         |
| Przechodzień z Pól Marsowych      | Le promeneur du Champ de Mars          | Robert Guédiguian | Francja           |
| Mechaniczna prowincja             | Provincia meccanica                    | Stefano Mordini   | Włochy            |
| Słońce                            | Солнце Solntse                         | Aleksandr Sokurow | Rosja             |
| Czasem w kwietniu                 | Sometimes in April                     | Raoul Peck        | Rwanda            |
| Sophie Scholl – ostatnie dni      | Sophie Scholl - Die letzten Tage       | Marc Rothemund    | Niemcy            |
| Los utracony                      | Sorstalanság                           | Lajos Koltai      | Węgry             |
| Utracona miłość                   | Les temps qui changent                 | André Téchiné     | Francja           |
| Rodzinka                          | Thumbsucker                            | Mike Mills        | Stany Zjednoczone |
| Kapryśna chmura                   | 天邊一朵雲 Tian bian yi duo yun        | Tsai Ming-liang   | Tajwan            |

### Pokazy pozakonkursowe
Następujące filmy zostały wyświetlone na festiwalu w ramach pokazów pozakonkursowych:
| Tytuł polski                                 | Tytuł oryginalny | Reżyseria                               | Kraj produkcji    |
| -------------------------------------------- | ---------------- | --------------------------------------- | ----------------- |
| Hitch: Najlepszy doradca przeciętnego faceta | Hitch            | Andy Tennant                            | Stany Zjednoczone |
| Hotel Ruanda                                 | Hotel Rwanda     | Terry George                            | Wielka Brytania   |
| Kinsey                                       | Kinsey           | Bill Condon                             | Stany Zjednoczone |
| Bilety                                       | Tickets          | Ermanno Olmi Abbas Kiarostami Ken Loach | Włochy            |

## Laureaci nagród

### Konkurs główny
Złoty Niedźwiedź
- Czarna Carmen, reż. Mark Dornford-May

Srebrny Niedźwiedź – Nagroda Grand Prix Jury
- Paw, reż. Gu Changwei

Srebrny Niedźwiedź dla najlepszego reżysera
- Marc Rothemund − Sophie Scholl – ostatnie dni

Srebrny Niedźwiedź dla najlepszej aktorki
- Julia Jentsch − Sophie Scholl – ostatnie dni

Srebrny Niedźwiedź dla najlepszego aktora
- Lou Taylor Pucci − Rodzinka

Srebrny Niedźwiedź za najlepszą muzykę
- Alexandre Desplat − W rytmie serca

Srebrny Niedźwiedź za wybitne osiągnięcie artystyczne
- Scenariusz: Tsai Ming-liang − Kapryśna chmura

Nagroda im. Alfreda Bauera za innowacyjność
- Tsai Ming-liang − Kapryśna chmura

### Konkurs filmów krótkometrażowych
Złoty Niedźwiedź dla najlepszego filmu krótkometrażowego
- Milk, reż. Peter Mackie Burns

### Pozostałe nagrody
Nagroda FIPRESCI
- Kapryśna chmura, reż. Tsai Ming-liang

Nagroda Jury Ekumenicznego
- Sophie Scholl – ostatnie dni, reż. Marc Rothemund

Honorowy Złoty Niedźwiedź za całokształt twórczości
- Fernando Fernán Gómez
- Im Kwon-taek